# Țibana
Tibana là một xã thuộc hạt Iași, România. Dân số thời điểm năm 2002 là 7091 người.